# Saint-Denis-le-Vêtu
Saint-Denis-le-Vêtu é uma comuna francesa na região administrativa da Normandia, no departamento Mancha. Estende-se por uma área de 14,03 km². Em 2010 a comuna tinha 631 habitantes (densidade: 45 hab./km²).